# Jean Léchelle
Jean Léchelle (ur. 2 kwietnia 1760 w Puyréaux; zm. 11 listopada 1793 w Nantes) – francuski generał z okresu rewolucji francuskiej. Dowodził siłami republikańskimi podczas wojny w Wandei.

## Życiorys
W chwili wybuchu rewolucji francuskiej był szermierzem w Saintes. Wstąpił do Gwardii Narodowej departamentu Charente-Maritime. W roku 1791 służył w pierwszym batalionie ochotniczym z Charente w stopniu podpułkownika.
W dniu 17 sierpnia 1793 roku został awansowany do rangi generała. W okresie od 6 października do 27 października pełnił funkcję głównodowodzącego Armii Wybrzeża Brest.
Dzięki protekcji Bouchotte'a, ministra wojny, 30 września Léchelle został powołany na stanowisko głównodowodzącego nowej Armii Zachodniej. Pomimo braku wykształcenia wojskowego, odniósł sukcesy pod Mortagne i podczas bitwy pod Cholet. Zgodnie z poleceniami otrzymanymi od Komitetu Ocalenia Publicznego oraz z dekretami Konwentu, Léchelle palił i doszczętnie niszczył swoich wrogów. Został jednak pokonany w bitwie pod Entrames (stoczonej 27 października 1793), podczas której stracił prawie 10 000 ludzi. Znieważany przez własnych żołnierzy, został skazany przez komisarza Konwentu (représentant en mission) przysłanego do Wandei. Merlin de Thionville kazał go aresztować i wywieźć do Nantes. Tam,  po kilku dniach pobytu w więzieniu Léchelle zmarł w niewyjaśnionych okolicznościach (z powodu rozgoryczenia lub wskutek zażycia trucizny).

## W oczach współczesnych
„Komitet Ocalenia Publicznego uznał  Léchelle'a za człowieka łączącego w sobie odwagę oraz zdolności niezbędne do tego, by zakończyć tę strasznie długą i niezmiernie okrutną wojnę. Lecz bez przesady mogę powiedzieć, że mamy świadectwo tego, kim był człowiek, którego znano i doceniano.
Był najpodlejszym spośród żołnierzy, najgorszym z oficerów i największym nieukiem wśród dowódców, których kiedykolwiek świat widział.
Nie znał się na mapie, ledwie potrafił się podpisać i ani razu nie wystawił się na ostrzał z dział rebeliantów; jednym słowem ciężko znaleźć porównanie dla jego tchórzostwa, jego głupoty, jego arogancji, jego brutalności i jego zawziętości” 
- Jean-Baptiste Kléber